# هيفاء العلي
هيفاء العلي هي ممثلة إماراتية، لها العديد من الأعمال الفنية التي تنوعت بين السينما والمسرح والتلفزيون. شاركت في العمل الدرامي"ريح الشمال"الجزء الثالث من إنتاج مؤسسة دبي للإعلام، والذي يعد أول أعمالها الدرامية.

## سيرتها الشخصية
تري الفنانة هيفاء العلي أن عفويتها في الأداء هو سر تميزها، وتري أيضاً أن العمل الدرامي "الطواش"هو الأقرب إلي قلبها والذي جسدت من خلاله دور "سمروه" وللفنانة هيفاء العلي باقة من الاهتمامات، التي تتمثل في كتابة وتأليف المسرحيات، وتصميم الأزياء، والرسم. كانت هيفاء العلي قبل مهنة التمثيل تعمل عسكرية بالشرطة بأمن المطارات بدبي.

## أعمالها الفنية
شاركت الفنانة هيفاء العلي في أكثر من (19) عملاً فنياً : ما بين أفلام ومسلسلات ومسرحيات، يمكن أن نذكر منها
- أولاً المسلسلات

1. 2023 مسلسل أهل الدار، وقامت فيه بدور "سلوى". من تأليف "أحمد الجسمي" و"علي إبراهيم الصايغ " ومن إخراج "عمر إبراهيم " وشاركها في العمل كل من : أحمد الجسمي ودينا محسن.[5]
2. 2023 مسلسل "بو حظين"من تأليف: "إسماعيل عبد الله"، وإخراج "سيف شيخ نجيب" وشاركها في العمل كل من "جابر نغموش" و"مروان عبد الله" وقامت فيه هيفاء يدور "أم ناصر"[6]
3. 2023 مسلسل "طوق الحرير"من تأليف "منى النوفلي" وسيناريو وحوار "بشاير العبدولي" ومن إخراج "أحمد يعقوب المقلة" وشاركها في العمل كل من "أحمد الجسمي" و"هيفاء حسين"[7]
4. 2022 مسلسل "الفنر"من تأليف "جمال سالم" ومن إخراج "تين الطويل"، وشاركها في العمل كل من"حسن رجب" و "نيفين ماضي".
5. 2021 مسلسل "بنات مسعود"من تاليف "يوسف إبراهيم" واخراج "عمر إبراهيم" وشاركها في العمل كل من "جمال الردهان" و"خالد المظفر" وقامت فيه هيفاء بدور "الخطابة أم حسن"[8]
6. 2021 مسلسل "جنية"من تأليف "علي دوحان" ومن إخراج "حسين شوكت" وشاركها العمل كل من"غدير السبتي" و"طلال باسم".[9]
7. 2021 مسلسل "علاء الدين"من تأليف "جمال سالم " ومن إخراج "بطال سليمان" وشاركها العمل كل من "عبد الناصر درويش" و"نيفين ماضي"[10]
8. 2020 مسلسل "الشهد المر"من تأليف "إسماعيل عبد الله" وإخراج "مصطفى رشيد" وشاركها العمل "زهرة عرفات " و"هيفاء حسين"[11]
9. 2020 مسلسل "أم هارون"من تأليف "محمد شمس " و"علي شمس" وإخراج "محمد جمال العدل" وشاركها العمل كل من "حياة الفهد" و "أحمد الجسمي" وقامت هيفاء بتجسيد دور "سليمة".[12]
10. 2020 مسلسل "بنت صوغان"من تأليف "جمال سالم" وإخراج"عارف الطويل" وجسدت فيه هيفاء دور "قمر" وشاركها العمل كل من: "أحمد الجسمي" و"سعيد سالم"[13]
11. 2019 مسلسل "الطواش"من تأليف "جمال سالم" وإخراج"عارف الطويل" وجسدت فيه هيفاء دور "سمروه" وشاركها العمل كل من: "أحمد الجسمي" و"سعيد سالم" و "مروان عبدالله"[14]
12. 2018 مسلسل "حدك مدك"فكرة وتأليف "عبد الله زيد" ومن إخراج"باسم شعبو" وقامت فيه هيفاء بدور "رقية" وشاركها العمل: "عبد الله زيد" و "أحمد الجسمي"[15]
13. 2012 مسلسل "ريح الشمال ج 3"من تأليف "جمال الصقر" وإخراج "مصطفي رشيد" وشاركها العمل كل من: "شهد الياسين" و"عبد الرحمن الملا"[16]

- ثانياً الأفلام

1. 2019 فيلم "راشد ورجب"من تأليف "شادي ألفونس" ومن إخراج"محمد سعيد حارب" وشاركت العمل مع "مروان عبدالله" و"شيمة"
2. 2018 قيلم "خلف جدار الصمت"من تأليف "رامي ياسين" وإخراج "نهلة الفهد" وشاركت العمل مع "أمل محمد" و"حبيب غلوم"
3. 2023 قيلم "بنات كيوت"من تأليف وإخراج "جمال سالم" وقامت بالتمثيل أمام كل من"علي طاهر " و"عادل خميس"

- ثالثاً المسرحيات

1. 2018 مسرحية "بومبي وإلا"من تأليف "طلال محمود" ومن إخراج "مروان عبدالله"من تمثيل "مروة راتب" و"مروان عبدالله"
2. 2018 مسرحية "زمن اليباب"من تأليف"هزاع البراري" ومن إخراج "سالم طاهر التميمي" ومن تمثيل "جمعة مبارك" و"بدر حكمي".
3. 2015 مسرحية "لا تقصص رؤياك"من تأليف "اسماعيل عبدالله" ومن إخراج "محمد العامري" ومن تمثيل "مروان عبدالله" و"إبراهيم سالم".

## روابط خارجية
- هيفاء العلي على موقع قاعدة بيانات الأفلام العربية